# Шармон су Барбиз
Шармон су Барбиз (фр. Charmont-sous-Barbuise) насеље је и општина у североисточној Француској у региону Шампањ-Арден, у департману Об која припада префектури Троа.
По подацима из 2011. године у општини је живело 1036 становника, а густина насељености је износила 27,03 становника/km². Општина се простире на површини од 38,33 km². Налази се на средњој надморској висини од 134 метара.

## Демографија
| 1962. | 1968. | 1975. | 1982. | 1990. | 1999. | 2011. |
| ----- | ----- | ----- | ----- | ----- | ----- | ----- |
| 519   | 574   | 525   | 608   | 648   | 676   | 1.036 |

График промене броја становника у току последњих година